# Koronaring

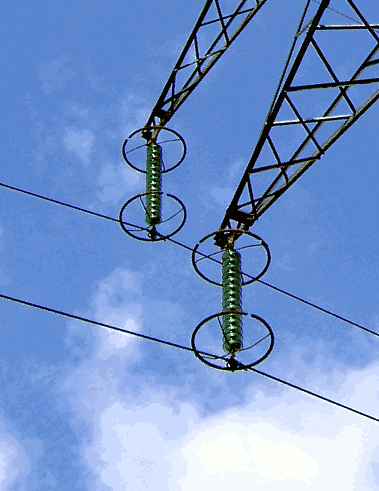
Koronaringe am oberen und unteren Ende von Isolatorketten

Ein Koronaring, auch Steuerring und englisch corona ring, ist ein ringförmiges Bauelement aus elektrisch leitfähigem Material, meist Metall, das zur Steuerung der elektrischen Feldstärke an bestimmten Punkten einer elektrischen Leitung dient. Üblicherweise wird der Koronaring als Armatur an Langstabisolatoren bei Freileitungen eingesetzt, welche mit Hochspannung betrieben werden. Der Name der Armatur leitet sich von der Koronaentladung ab, welche bei hohen elektrischen Feldstärken auftritt.

## Prinzip

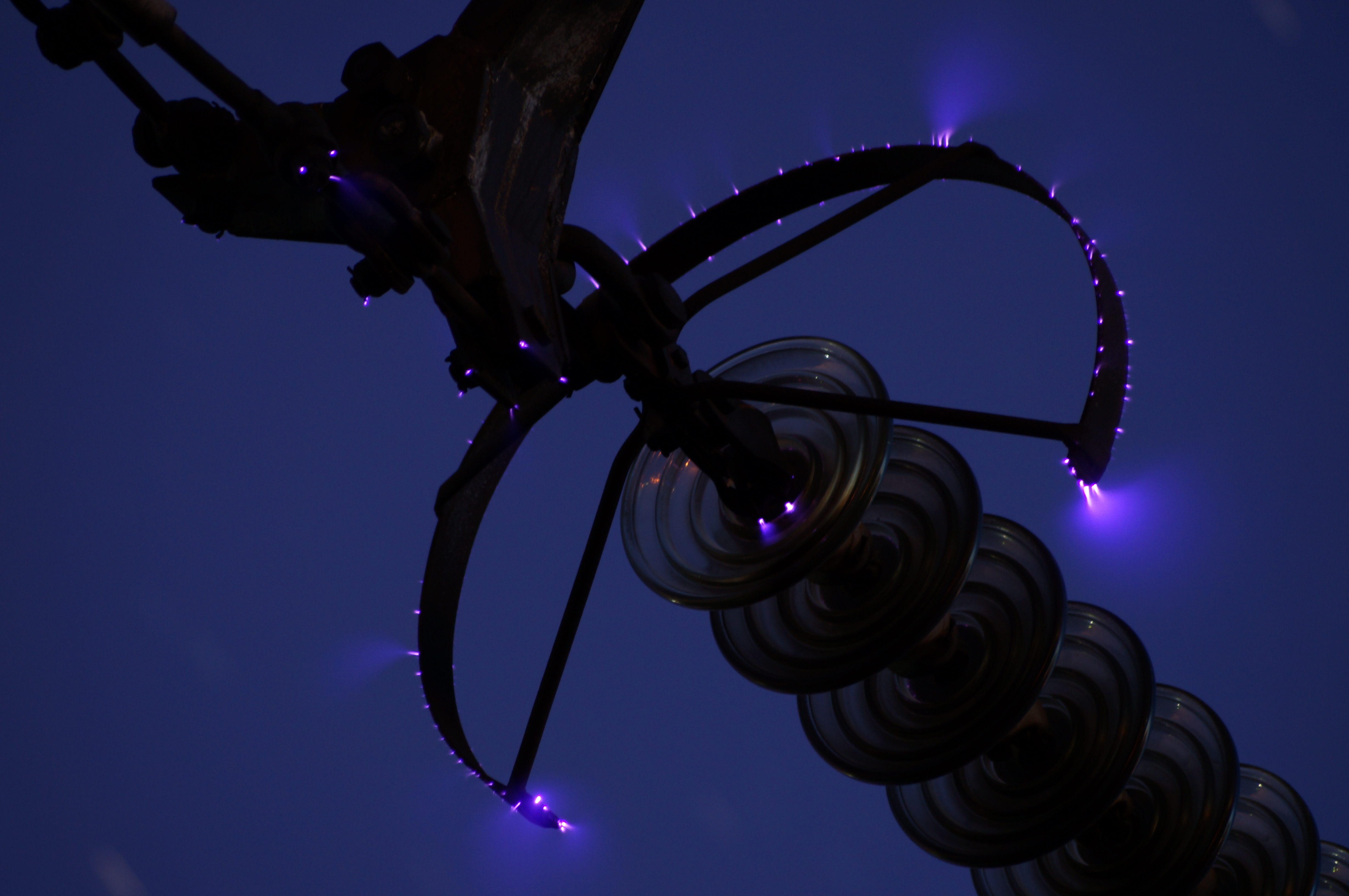
Koronaring mit Teilentladungen an einer mit 500 kV betriebenen Hochspannungsleitung

Der Koronaring stellt eine zweidimensionale Vereinfachung des Faradayschen Käfigs dar. Gemäß den Gesetzen der Elektrostatik ist das Innere eines solchen Ringes fast frei von elektrischen Feldern, deshalb können dort keine Koronaentladungen auftreten.
Im Außenbereich des Ringes können jedoch, durch Unebenheiten und lokal hohe Feldstärken, Korona- und Teilentladungen auftreten, wie in nebenstehender Abbildung dargestellt; diese Entladungen können mit Koronakameras sichtbar gemacht werden.

## Anwendung
Der Koronaring an einem Isolator bewirkt, dass die mitunter scharfen Kanten der Befestigungselemente am spannungsführenden Ende des Isolators für das elektrische Feld kaum noch Bedeutung haben, da diese Bauteile sich innerhalb des Koronaringes in einem fast feldfreien Bereich befinden. Somit treten an ihren Kanten auch fast keine Spitzenentladungen auf.
Koronaringe findet man z. B.
- an den Isolatoren von Hochspannungsleitungen mit Betriebsspannungen über 100 kV
- an den Abspannisolatoren selbststrahlender Sendemasten, bei denen hohe Spannungen auftreten
- bei Markierungslampen zur Flugsicherung an Hochspannungsleitungen.